# Agloolik
Agloolik is in de Inuit-mythologie een geest die onder het ijs leeft en hulp biedt aan vissers en jagers.
Als hij op de juiste wijze werd aanbeden, zou hij vissers helpen bij de vangst, en jagers leiden naar de ademgaten van zeehonden in het ijs.